# Puchar Ukrainy w piłce nożnej (2016/2017)
Puchar Ukrainy 2016/2017 (oficjalna nazwa: Puchar Ukrainy w piłce nożnej, ukr. Кубок України з футболу) – 26. rozgrywki ukraińskiej PFL, mające na celu wyłonienie zdobywcy krajowego Pucharu, który zakwalifikuje się tym samym do Ligi Europy UEFA sezonu 2017/2018. Sezon trwał od 20 lipca 2016 do 17 maja 2017.
W sezonie 2016/2017 rozgrywki te składały się z:
- pierwszej rundy wstępnej
- drugiej rundy wstępnej
- trzeciej rundy wstępnej, do której dołączyły 6 zespołów Premier-lihi sezonu 2015/2016,
- meczów 1/8 finału,
- meczów 1/4 finału,
- meczów 1/2 finału,
- meczu finałowego.

## Drużyny
Do rozgrywek Pucharu przystąpiło 45 kluby Premier, Pierwszej i Drugiej Lihi oraz Finalista i Półfinalista Pucharu Ukrainy 2015 roku spośród drużyn amatorskich.
| Kluby Premier Lihi: | Kluby Pierwszej Lihi: | Kluby Drugiej Lihi: | Uczestnicy Pucharu Ukrainy spośród drużyn amatorskich:             |
| - Czornomoreć Odessa - Dynamo Kijów - FK Dnipro - Karpaty Lwów - FK Oleksandria - Olimpik Donieck - Stal Kamieńskie - Szachtar Donieck - Wołyń Łuck - Worskła Połtawa - Zirka Kropywnycki - Zoria Ługańsk | - Awanhard Kramatorsk - Arsenał Kijów - Bukowyna Czerniowce - Czerkaśkyj Dnipro Czerkasy - Desna Czernihów - Helios Charków - Hirnyk-Sport Horiszni Pławni - Illicziweć Mariupol - Inhułeć Petrowe - Kołos Kowaliwka - MFK Mikołajów - Naftowyk-Ukrnafta Ochtyrka - Obołoń-Browar Kijów - FK Połtawa - Skała Stryj - FK Sumy - FK Tarnopol - Weres Równe | - Arsenał-Kyjiwszczyna Biała Cerkiew - Bałkany Zoria - Enerhija Nowa Kachowka - Kremiń Krzemieńczuk - Krystał Chersoń - Metałurh Zaporoże - Myr Hornostajiwka - FK Nikopol-NPHU - Nywa-W Winnica - Podilla Chmielnicki - Reał Farma Odessa - Ruch Winniki - Żemczużyna Odessa | - Hirnyk Sosnówka (zdobywca) - Ahrobiznes-TSK Romny (półfinalista) |

## Terminarz rozgrywek

### Pierwsza runda wstępna (1/64)
Mecze rozegrano 20 lipca 2016.
| Nywa-W Winnica                     | 3:1 | Podilla Chmielnicki |                       |
| Metałurh Zaporoże                  | 1:2 | Żemczużyna Odessa   |                       |
| Arsenał-Kyjiwszczyna Biała Cerkiew | -:+ | Bałkany Zoria       | rezygnacja gospodarzy |
| Ahrobiznes-TSK Romny               | 3:1 | FK Nikopol-NPHU     |                       |
| Hirnyk Sosnówka                    | 0:3 | Ruch Winniki        |                       |

### Druga runda wstępna (1/32)
Mecze rozegrano 10 sierpnia 2016.
| FK Tarnopol            | 1:0 | Skała Stryj                  |             |
| Kołos Kowaliwka        | 1:2 | Weres Równe                  | dod.        |
| FK Sumy                | 0:1 | Illicziweć Mariupol          | dod.        |
| Inhułeć Petrowe        | 1:1 | MFK Mikołajów                | dod., k.1:3 |
| Bałkany Zoria          | 0:1 | Czerkaśkyj Dnipro Czerkasy   |             |
| Helios Charków         | 0:1 | Desna Czernihów              |             |
| Kremiń Krzemieńczuk    | 1:2 | Reał Farma Odessa            |             |
| Enerhija Nowa Kachowka | 0:2 | Żemczużyna Odessa            |             |
| Ruch Winniki           | 2:3 | Arsenał Kijów                |             |
| FK Połtawa             | 1:0 | Bukowyna Czerniowce          |             |
| Ahrobiznes-TSK Romny   | 0:2 | Nywa-W Winnica               |             |
| Myr Hornostajiwka      | 1:0 | Awanhard Kramatorsk          |             |
| Obołoń-Browar Kijów    | 1:0 | Hirnyk-Sport Horiszni Pławni | dod.        |
| Krystał Chersoń        | 1:4 | Naftowyk-Ukrnafta Ochtyrka   |             |

### 1/16 finału
Mecze rozegrano 21 września 2016, z wyjątkiem meczu Reał Farma Odessa - Obołoń-Browar Kijów, który odbył się 22 września 2016.
| Reał Farma Odessa          | 0:2 | Obołoń-Browar Kijów |             |
| FK Połtawa                 | 1:0 | Zirka Kropywnycki   |             |
| Żemczużyna Odessa          | 0:0 | Karpaty Lwów        | dod., k.4:5 |
| Czerkaśkyj Dnipro Czerkasy | 1:3 | Stal Kamieńskie     |             |
| Nywa-W Winnica             | 0:2 | MFK Mikołajów       |             |
| Myr Hornostajiwka          | 1:2 | Weres Równe         |             |
| Naftowyk-Ukrnafta Ochtyrka | 2:0 | Czornomoreć Odessa  |             |
| Desna Czernihów            | 1:0 | Arsenał Kijów       |             |
| Wołyń Łuck                 | 2:1 | Olimpik Donieck     |             |
| Illicziweć Mariupol        | 2:0 | FK Tarnopol         |             |

### 1/8 finału
Mecze rozegrano 26 października 2016.
| Weres Równe                | 0:1 | Worskła Połtawa     |             |
| Desna Czernihów            | 0:0 | FK Dnipro           | dod., k.6:7 |
| Naftowyk-Ukrnafta Ochtyrka | 2:1 | Wołyń Łuck          |             |
| Dynamo Kijów               | 5:2 | Zoria Ługańsk       | dod.        |
| FK Połtawa                 | 2:1 | Karpaty Lwów        |             |
| Illicziweć Mariupol        | 1:1 | Stal Kamieńskie     | dod., k.4:2 |
| MFK Mikołajów              | 0:0 | Obołoń-Browar Kijów | dod., k.5:4 |
| Szachtar Donieck           | 2:1 | FK Oleksandria      |             |

### 1/4 finału
Mecze rozegrano 26 i 30 listopada 2016 oraz 5 kwietnia 2017.
| Naftowyk-Ukrnafta Ochtyrka | 0:1 | Dynamo Kijów        | 5.05.2017 |
| FK Dnipro                  | 1:0 | Worskła Połtawa     |           |
| MFK Mikołajów              | 1:0 | Illicziweć Mariupol | dod.      |
| FK Połtawa                 | 0:3 | Szachtar Donieck    | 5.05.2017 |

### 1/2 finału
Mecze rozegrano 26 kwietnia 2017.
| Szachtar Donieck | 1:0 | FK Dnipro    |  |  |
| MFK Mikołajów    | 0:4 | Dynamo Kijów |  |  |

### Finał
| 17 maja 2017 21:00 | Szachtar Donieck · Marlos 81' | 1:0 | Dynamo Kijów | Stadion Metalist, Charków Widzów: 25 000 Sędzia: Kostiantyn Truchanow (Charków) |
|                    |                               |     |              |                                                                                 |

| Zdobywca Pucharu Ukrainy 2016/17 |
| -------------------------------- |
| Szachtar Donieck 11 tytuł        |
| ...                              |